# Gordonians HC
Gordonians Hockey Club is een Schotse hockeyclub uit Aberdeen.
De club werd opgericht in 1911. De club nam bij de mannen tweemaal deel aan het Europacup II-toernooi in 1990 (als bekerfinalist) en 1996 (als bekerwinnaar). In 1996 en 1998 eindigde de club op de tweede plaats om het Schots landskampioenschap en in 1993, 1995, 1997 en 2001 werd de Schotse beker gewonnen.